# Non-Partisan Association
Non-Partisan Association, NPA, je městská politická strana v kanadském městě Vancouver. Další politické strany s tímto názvem se nachází ve městech Burnaby, Richmond a Surrey.
NPA byla založená v roce 1937 jako reakce na vznik sociálně demokratické strany Co-operative Commonwealth Federation. NPA je středopravá strana, jenž má nejvyšší podporu v komunitě obchodníků a v městských částech a oblastech na západě a jihu Vancouveru.